# C'est déjà ça
Albums de Alain Souchon
Nickel
(1990) Défoule sentimentale
(1995)
Singles
1. Foule sentimentale
Sortie : octobre 1993
2. L'amour à la machine
Sortie : mars 1994
3. Les regrets
Sortie : août 1994
4. C'est déjà ça
Sortie : décembre 1994
5. Sous les jupes des filles (chanson)
Sortie : Février 1995

C'est déjà ça est le 9e album studio d'Alain Souchon paru en 1993 chez Virgin Records.
L'album s'est vendu à plus d'un million d'exemplaires (disque de diamant) et a reçu plusieurs récompenses. Les arrangements et la réalisation sont de Michel Cœuriot. La chanson Foule sentimentale reçoit le prix de la meilleure chanson de l'année aux Victoires de la musique de 1994 et de la chanson des vingt dernières années aux 20e Victoires de la musique en 2005. En 1994 également, Alain Souchon est récompensé par le prix du meilleur interprète masculin grâce à cet album. En 1996, il reçoit le prix Vincent-Scotto décerné par la Sacem pour le titre Sous les jupes des filles.
Dans cet album, il poursuit ses questionnements « politiques » (Arlette Laguiller). Est présente aussi la chanson Sans queue ni tête que Souchon avait au départ écrite pour sortir sur son album précédent, Ultra moderne solitude.

## Titres
Toutes les paroles sont écrites par Alain Souchon.
| 1.    | Foule sentimentale                                                                | Alain Souchon     | 5:24 |
| 2.    | L'Amour à la machine                                                              | Alain Souchon     | 3:46 |
| 3.    | Sous les jupes des filles                                                         | Alain Souchon     | 4:37 |
| 4.    | Les Regrets                                                                       | Laurent Voulzy    | 3:59 |
| 5.    | Les Filles électriques                                                            | Alain Souchon     | 2:13 |
| 6.    | Arlette Laguiller                                                                 | Laurent Voulzy    | 4:23 |
| 7.    | Chanter c'est lancer des balles                                                   | Alain Souchon     | 2:34 |
| 8.    | Sans queue ni tête                                                                | Laurent Voulzy    | 4:06 |
| 9.    | Le Fil                                                                            | Pierre Souchon    | 4:06 |
| 10.   | Le Zèbre (bande originale du film homonyme de Jean Poiret avec Thierry Lhermitte) | Jean-Claude Petit | 2:54 |
| 11.   | C'est déjà ça                                                                     | Laurent Voulzy    | 3:46 |
| 41:54 |                                                                                   |                   |      |

## Contributions
- Réalisation : Michel Cœuriot
- Michel-Yves Kochmann : guitares (1, 2, 3, 4, 6, 7, 9, 10, 11)
- Basile Leroux : guitares (7, 10)
- Laurent Voulzy : guitares (8), glide et solo basse (8), chœurs (8)
- Laurent Faucheux : batterie (1, 2, 6, 11)
- Guy Delacroix : basse (1, 2, 4, 6), basse acoustique (7, 10)
- Denis Benarrosch : percussions (1, 3, 4, 6, 10, 11)
- Michel Cœuriot : synthétiseurs (1, 3, 4, 8, 9, 11), orgue hammond (2), piano (5, 7), clavinette (6), basse (8), chœurs (8)
- Celmar Engel : programmations des synthétiseurs (3, 4, 11)
- Enregistrements : Renaud Letang assisté de Bertrand Taussac au Studio Ferber (rythmiques), rere voix au Studio I.C.P. à Bruxelles
- Mixage : Renaud Letang et Michel Cœuriot assistés de Rodolphe Saguinetti au Studio Guillaume Tell à Paris
- Mastering : Greg Calbi à Sterling Sound à New York

## Classements et certifications
| Pays                | Meilleure position | Certification |
| ------------------- | ------------------ | ------------- |
| France,             | 1                  | Diamant       |
| France,             | 37 A               | Diamant       |
| Belgique (Wallonie) | 7                  |               |

A Réédition de l'album en 2001